# 保羅·巴赫曼
保羅·古斯塔夫·海因里希·巴赫曼（德語：Paul Gustav Heinrich Bachmann，1837年6月22日—1920年3月31日）是一名德國數學家。

## 生平
巴赫曼在其家鄉柏林的大學主修數學，並於1862年因其關於群論的論文獲得博士學位。隨後他去弗羅茨瓦夫學習，並於1864年因其關於虛數單位的論文而獲得試用期。
巴赫曼是弗羅茨瓦夫大學的教授，後來在明斯特大學擔任教授。

## 外部連結
- 約翰·J·奧康納; 埃德蒙·F·羅伯遜, ,  （英语）
- 保羅·巴赫曼在數學譜系計畫的資料。
- Author profile （页面存档备份，存于） in the database zbMATH

## 延伸閱讀
- Ore, Øystein. .  1. New York: Charles Scribner's Sons: 370. 1970. ISBN 0-684-10114-9.